# Graspark

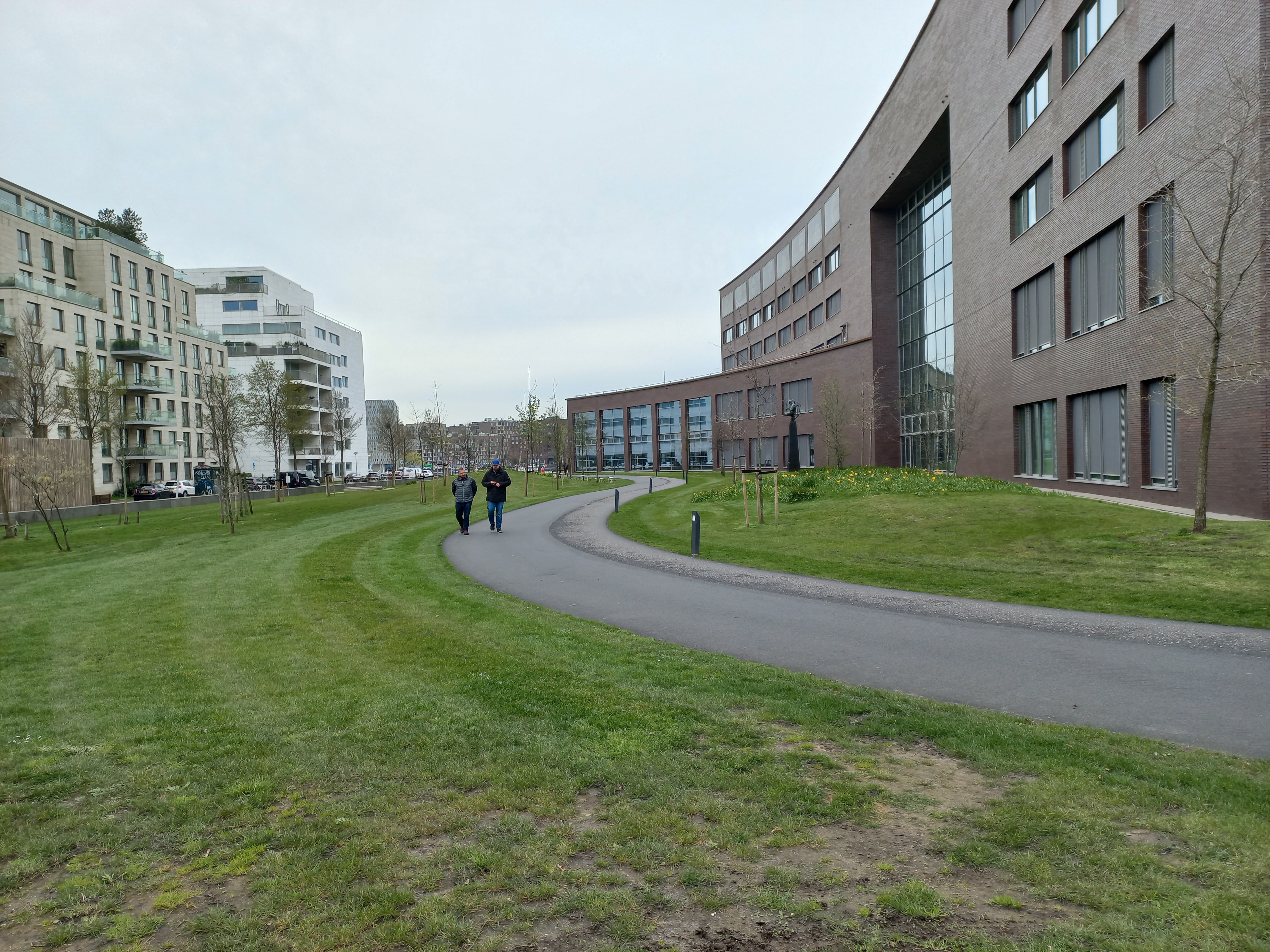
Graspark, rechts ETCA, links Bundlaan (maart 2024)

Het Graspark is een park in Amsterdam-Noord.
Het park ontstond bij de herinrichting van de terreinen rond de in 1912 aangelegde Grasweg, die begon als een aan- en afvoerroute voor het plaatselijk industrieterrein. Jarenlang waren aan die weg alleen bedrijven gevestigd, die al dan niet afnemers of toeleveranciers van de scheepsbouw in dit deel van de stad. Toen een groot deel van de zware industrie en de bedrijvigheid van Shell hier (deels) tot een eind kwamen en gemeente Amsterdam op zoek was naar bouwgrond was de beslissing snel gemaakt. Vanaf rond 1994 werd begonnen met een sanering van de terreinen, sloop van gebouwen in die mate dat het traject van de weg aangepast moest worden (1994). 
Bedrijven verdwenen of verhuisden uit de wijk. Shell liet een nieuw laboratorium bouwen dat later de naam Energy Transition Campus Amsterdam kreeg. Tussen dat gebouwencomplex en woonhuizen ten zuiden daarvan aan de Bundlaan bleef een groenstrook over, die de officieuze naam Graspark kreeg. Het park heeft dan ook geen officieel naambordje, maar een afwijkend naambord aan het gebouw. In het Graspark staat een aantal kunstwerken (ooit van Shell) als ook een aantal artistiek aandoende zitmeubelen.  